# Princeps pastorum
Princeps pastorum è la quarta enciclica pubblicata da papa Giovanni XXIII il 28 novembre 1959.

Tratta del tema delle missioni cattoliche.

## Contenuto
- Prologo
- I - La gerarchia ed il clero locale
- II - La formazione del clero locale
- III - Il laicato nelle missioni
- IV - Direttive per l'apostolato laico nelle missioni
- Conclusione